# Vaux-devant-Damloup
Vaux-devant-Damloup ist eine Ortschaft und eine Commune déléguée in der französischen Gemeinde Douaumont-Vaux mit 77 Einwohnern (Stand 1. Januar 2022) im Département Meuse in der Region Grand Est (bis 2015 Lothringen).

## Geografie
Vaux-devant-Damloup liegt etwa zehn Kilometer nordöstlich von Verdun.

## Geschichte
Im Ersten Weltkrieg wurde Vaux aufgrund seiner Lage in unmittelbarer Nähe der Forts Vaux und Douaumont in der Schlacht um Verdun 1916 vollkommen zerstört. Vaux gehört zu den neun zerstörten Dörfern (Beaumont, Bezonvaux, Cumières-le-Mort-Homme, Douaumont, Fleury, Haumont, Louvemont, Ornes und Vaux-devant-Damloup), die nicht an gleicher Stelle wieder aufgebaut wurden. Die zurückgekehrten Einwohner bauten den Ort 300 Meter nördlich neu auf, ebenfalls wieder mit einer Kirche Saint-Loup, die aus dem Jahr 1928 stammt. 
Die Gemeinde Vaux-devant-Damloup wurde am 1. Januar 2019 mit Douaumont zur Commune nouvelle Douaumont-Vaux zusammengeschlossen. Sie hat seither den Status einer Commune déléguée.

### Bevölkerungsentwicklung
| Jahr      | 1962 | 1968 | 1975 | 1982 | 1990 | 1999 | 2007 | 2016 |
| Einwohner | 18   | 8    | 12   | 48   | 60   | 65   | 71   | 74   |